# Moses Letoyie
Moses Mukono Letoyie (27 novembre 1995) è un ex mezzofondista keniota.

## Palmarès
| Anno | Manifestazione    | Sede       | Evento         | Risultato | Prestazione | Note |
| ---- | ----------------- | ---------- | -------------- | --------- | ----------- | ---- |
| 2012 | Mondiali juniores | Barcellona | 5000 m piani   | 8º        | 13'56"60    |      |
| 2013 | Mondiali di cross | Bydgoszcz  | Corsa juniores | 11º       | 22'28"      |      |
| 2013 | Mondiali di cross | Bydgoszcz  | A squadre      | Argento   | 26 p.       |      |
| 2013 | Africani juniores | Bambous    | 5000 m piani   | Oro       | 13'54"36    |      |
| 2014 | Mondiali juniores | Eugene     | 5000 m piani   | Bronzo    | 13'28"11    |      |
| 2015 | Mondiali di cross | Guiyang    | Corsa seniores | 16º       | 36'23"      |      |
| 2015 | Mondiali di cross | Guiyang    | A squadre      | Argento   | 20 p.       |      |

## Campionati nazionali
2012
- Bronzo ai campionati kenioti, 5000 m piani - 13'42"75

2013
- 5º ai campionati kenioti, 5000 m piani - 13'38"2

2014
- Oro ai campionati kenioti juniores, 5000 m piani - 13'46"8

2019
- Eliminato in batteria ai campionati kenioti, 5000 m piani - 14'05"6

## Altre competizioni internazionali[1]
2014
- 14º allo Shanghai Golden Grand Prix ( Shanghai), 5000 m piani - 13'19"26